# Ludolf von Bosse

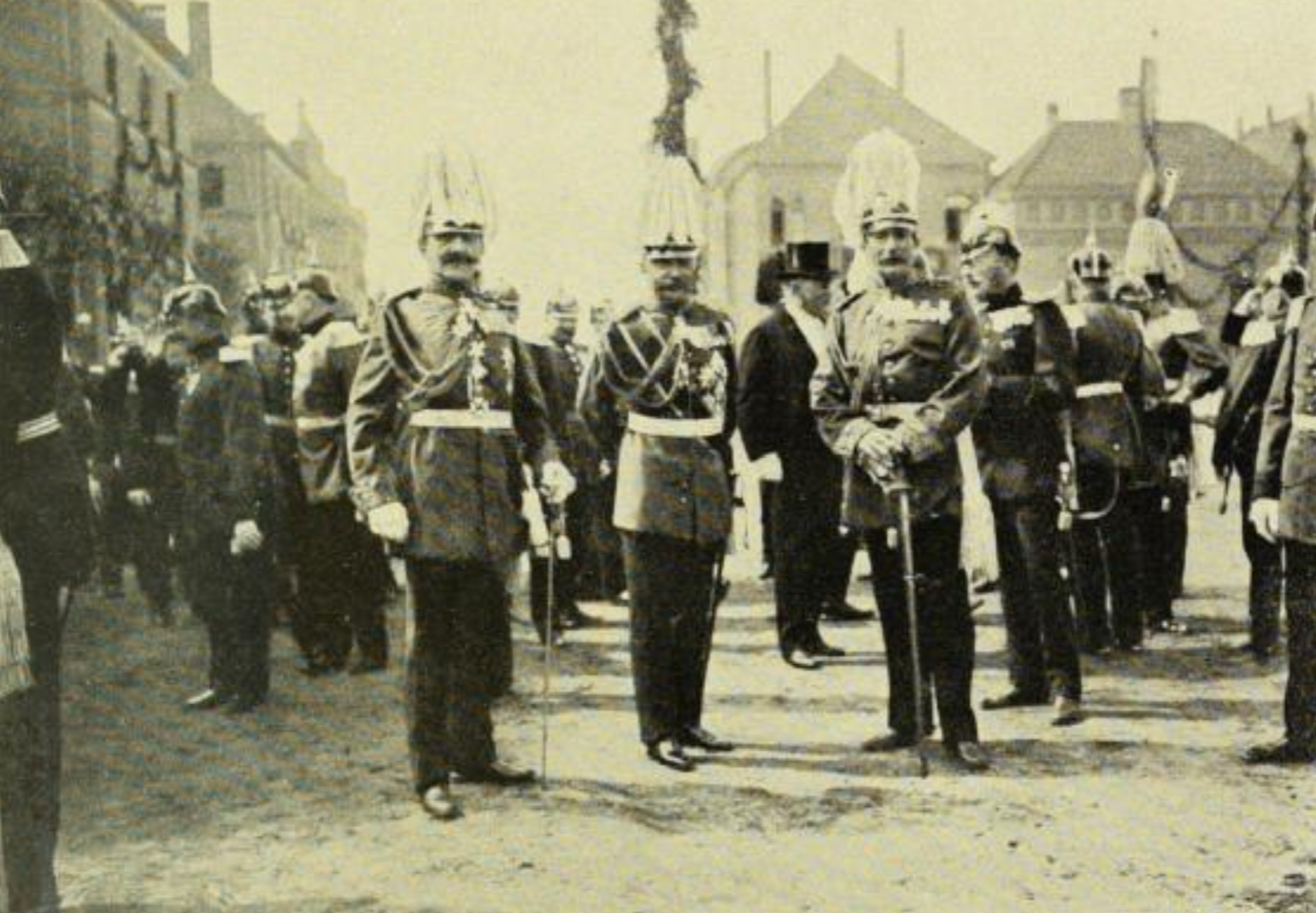
Ludolf von Bosse (rechts) beim 200-jährigen Jubiläum des Infanterie-Regiment Nr. 107 am 2. Juni 1908

Ludolf Rudolf Wilhelm Philipp von Bosse (* 23. August 1852 in Halle (Westf.); † 24. Oktober 1923 in Dresden) war ein sächsischer Generalleutnant.

## Leben

### Herkunft und Familie
Ludolf von Bosse war Angehöriger der mit seinem Großvater 1811 im Königreich Westphalen nobilitierten Familie Bosse. Er war ein Sohn des Georg von Bosse (1820–1889) und der Johanna, geborene Cleve (1830–1920). Aus seiner 1883 in Blankenburg (Harz) geschlossenen Ehe mit Katharina Müller (1864–1943) sind fünf Kinder hervorgegangen. Darunter Mechthilde von Bosse (* 1887), 1911 vermählt mit dem Kunstmaler Walther Illner (1874–1959).

### Werdegang
Er trat 1869 als Kadett in die Sächsische Armee ein und wurde 1872 zum Avantageur im 2. Jäger-Bataillon Nr. 13befördert. Nach Beförderung zum Sekondeleutnant im Jahre 1873 erfolgte seine Versetzung in das 1. Jäger-Bataillon Nr. 12, wo er 1879 zum Premierleutnant befördert wurde. Er kehrte einige Zeit später wieder in das Jäger-Bataillon Nr. 13 zurück und wurde 1887 zum Hauptmann, sowie später auch zum Major beim Stabe befördert. Er wurde nachfolgend Kommandeur des I. Bataillons im 6. Infanterie-Regiment Nr. 105 „König Wilhelm II. von Württemberg“. Nach Beförderung zum Oberstleutnant diente er beim Stabe des 10. Infanterie-Regiments Nr. 134.
Nach Ausbruch des Boxeraufstandes beteiligte er sich als Kommandeur des 5. Ostasiatischen-Infanterie-Regiment am China-Feldzug. Nach Rückkehr wurde er zum Kommandeur des 8. Infanterie-Regiments „Prinz Johann Georg“ Nr. 107 ernannt. Nach Beförderung zum Generalmajor war Bosse Kommandeur der 7. Infanterie-Brigade Nr. 88 und nahm dann seinen Abschied. Er erhielt am 10. April 1911 in Dresden als „von Bosse“ die königlich sächsische Adelsanerkennung. Am 29. Juni 1911 folgte der Eintrag (Nr. 375) in das königlich sächsische Adelsbuch.
Nach Ausbruch des Ersten Weltkrieges wurde Bosse als Kommandeur der 45. Landwehr-Brigade wiederverwendet, erkrankt jedoch nach kurzer Zeit. Nachdem er sich wieder erholt hatte, übernahm er ein Landsturm-Infanterie-Regiment an der Ostfront, musste jedoch erneut wegen einer schweren Erkrankung mit dem Charakter als Generalleutnant seinen Abschied nehmen. Er erlag 1923 an einem schweren Herzleiden.